# Bodio Lomnago
Bodio Lomnago is een gemeente in de Italiaanse provincie Varese (regio Lombardije) en telt 2052 inwoners (31-12-2004). De oppervlakte bedraagt 4,5 km², de bevolkingsdichtheid is 502 inwoners per km².

## Demografie
Bodio Lomnago telt ongeveer 794 huishoudens. Het aantal inwoners steeg in de periode 1991-2001 met 3,3% volgens cijfers uit de tienjaarlijkse volkstellingen van ISTAT.
| Jaar | Inwoneraantal |
| ---- | ------------- |
| 1991 | 1947          |
| 2001 | 2012          |

## Geografie
Bodio Lomnago grenst aan de volgende gemeenten: Casale Litta, Cazzago Brabbia, Daverio, Galliate Lombardo, Inarzo.